# Biolumineszenz

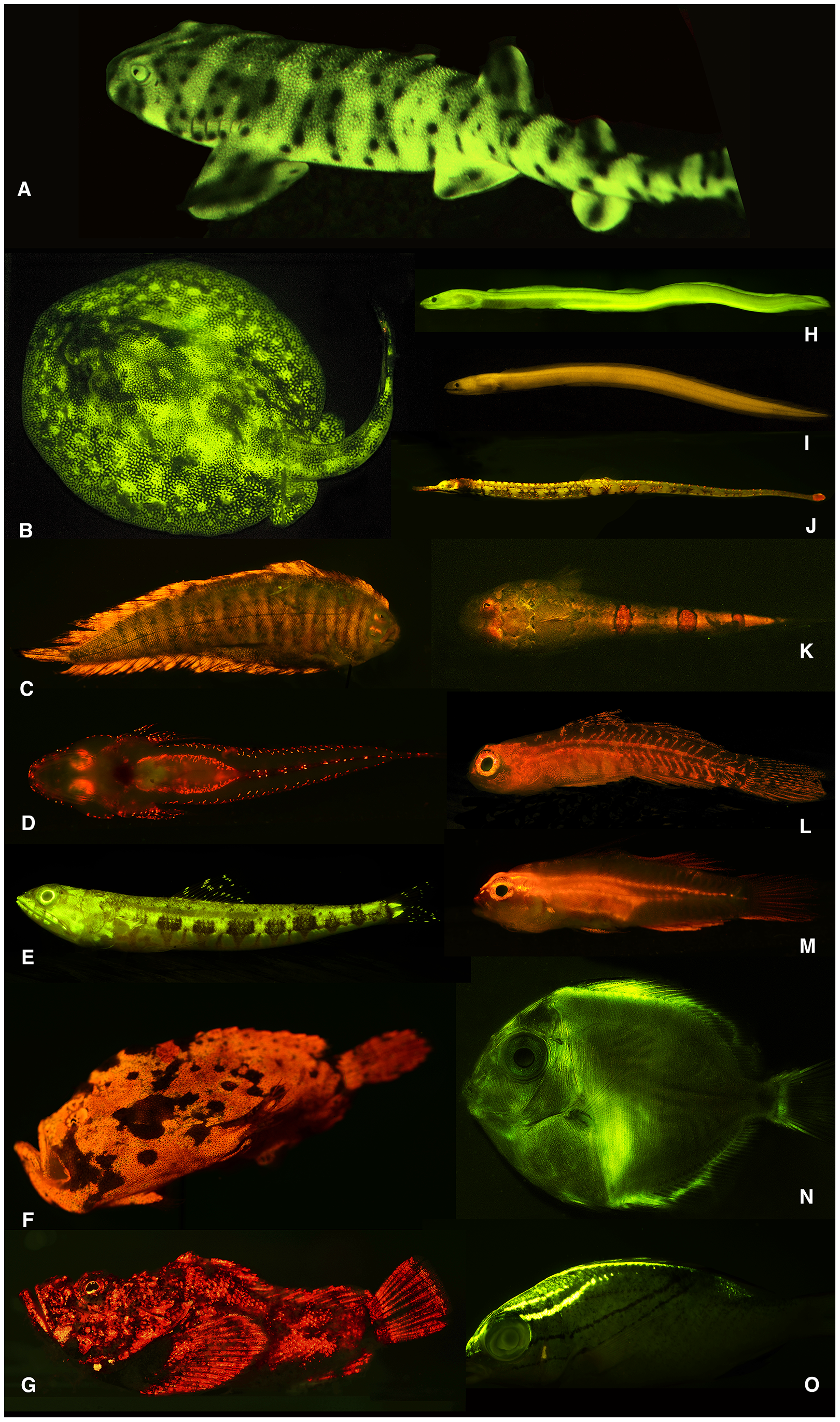
Zahlreiche Fische zeigen Biofluoreszenz

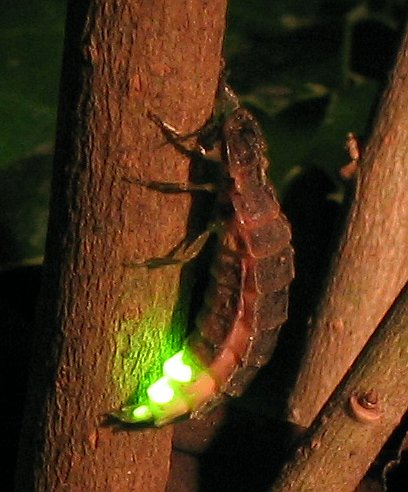
Großer Leuchtkäfer (Lampyris noctiluca)

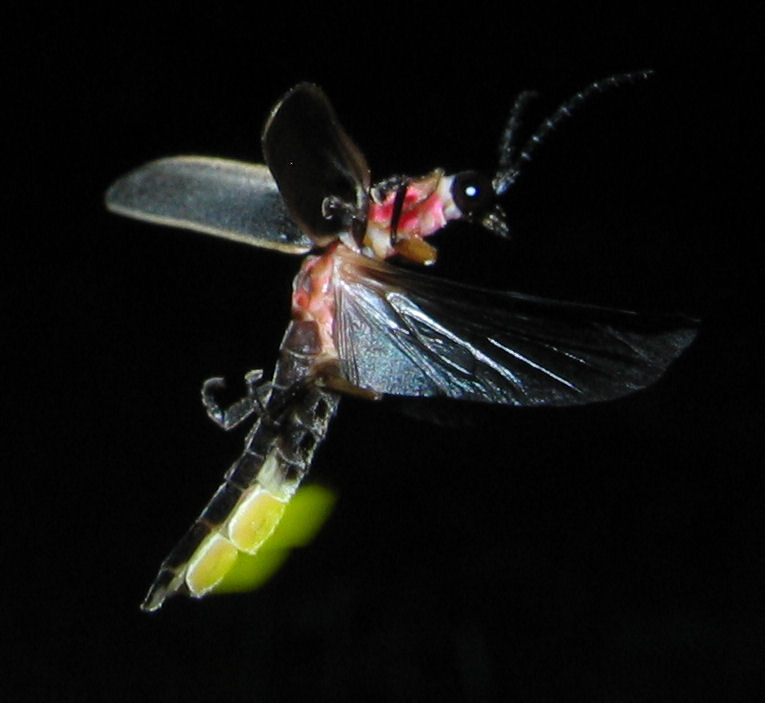
Der Leuchtkäfer Photinus pyralis im Flug

Als Biolumineszenz (griechisch βιός biós ‚Leben‘ und lateinisch lumen ‚Licht‘) oder Biofluoreszenz wird in der Biologie die Fähigkeit von Lebewesen bezeichnet, selbst oder mit Hilfe von Symbionten Licht zu erzeugen. Die Erzeugung des Lichtes findet bei höher organisierten Organismen oft in speziellen Leuchtorganen statt, bei eukaryotischen Einzellern in besonderen Organellen und bei Bakterien im Cytoplasma. Sie basiert auf chemischen Prozessen, bei denen freiwerdende Energie in Form von Licht abgegeben wird, es handelt sich also um eine Chemilumineszenz. Unterschieden wird bei der Biolumineszenz zwischen primärem und sekundärem Leuchten. Den Regelfall stellt das primäre Leuchten dar, bei dem ein Tier zum Selbstleuchten in der Lage ist. Entsteht das Leuchten stattdessen durch symbiontische Bakterien, wie z. B. von Fischen bekannt, spricht man vom sekundären Leuchten.
Ein Großteil der zu Biofluoreszenz fähigen Organismen lebt aquatisch; so konnte bei Fischen, Kopffüßern, Quallen, Schnecken, Weichtieren und einigen Korallen Biolumineszenz nachgewiesen werden.
Wird das Licht nach unmittelbar vorhergehender Absorption von Licht anderer Wellenlänge erzeugt, wird es Biofluoreszenz genannt (zur Einordnung siehe Lumineszenz; beachte Unterschied zur farbigen Reflexion (Remission)).

## Biologische Funktion
Biolumineszenz kann verschiedene Funktionen haben:
- Anlocken von Beute oder Partnern
- Kommunikation
- Warn- oder Drohfunktion
- Abschreckungs- oder Ablenkungsfunktion
- Tarnung durch die Anpassung des eigenen Lichts an das Licht der Umgebung

## Verbreitung
In fast allen Reichen der Organismen gibt es biolumineszierende Arten, jedoch nicht unter höheren Pflanzen und Landwirbeltieren.
| Reich                  | primäres oder sekundäres Leuchten                            |
| ---------------------- | ------------------------------------------------------------ |
| Tiere (mehrere Stämme) | primäres Leuchten (bei Wirbeltieren nur sekundäres Leuchten) |
| Pilze (wenige Arten)   | primäres Leuchten                                            |
| höhere Pflanzen        | kein Leuchten                                                |
| Einzeller (einige)     | primäres Leuchten                                            |
| Bakterien (wenige)     | primäres Leuchten                                            |

### Aquatisch lebende Tiere

#### Fische
Bei über 180 Fischarten konnten Wissenschaftler in einer 2014 veröffentlichten Untersuchung Biofluoreszenz nachweisen. Dazu zählen unter anderem:
- Anglerfische (Antennariidae), z. B. Antennarius maculatus
- Eidechsenfische (Synodontidae), z. B. Synodus dermatogenys
- Grundeln (Gobiidae), der Gattung Eviota, wie z. B. Eviota atriventris
- Seezungen, z. B. Soleichthys heterorhinos
- Plattköpfe, der Gattung Cociella, wie z. B. Cociella hutchinsi
- „falsche Muränen“, der Gattung Kaupichthys, wie z. B. Kaupichthys brachychirus
- Sandsterngucker (Dactyloscopidae), der Gattung Gillellus, wie z. B. Gillellus uranidea
- Scheinschnapper der Gattung Scolopsis, wie z. B. Scolopsis bilineata
- Seenadeln (Syngnathidae), der Gattung Corythoichthys, wie z. B. Corythoichthys haematopterus
- der Blaue Doktorfisch (Acanthurus coeruleus)
- der Buckel-Drachenkopf (Scorpaenopsis diabolus)
- der Jamaika-Stechrochen (Urobatis jamaicensis)
- der Schwellhai (Cephaloscyllium ventriosum)
- arktische Scheibenbäuche (Liparidae) aus der Gattung Liparis[2]

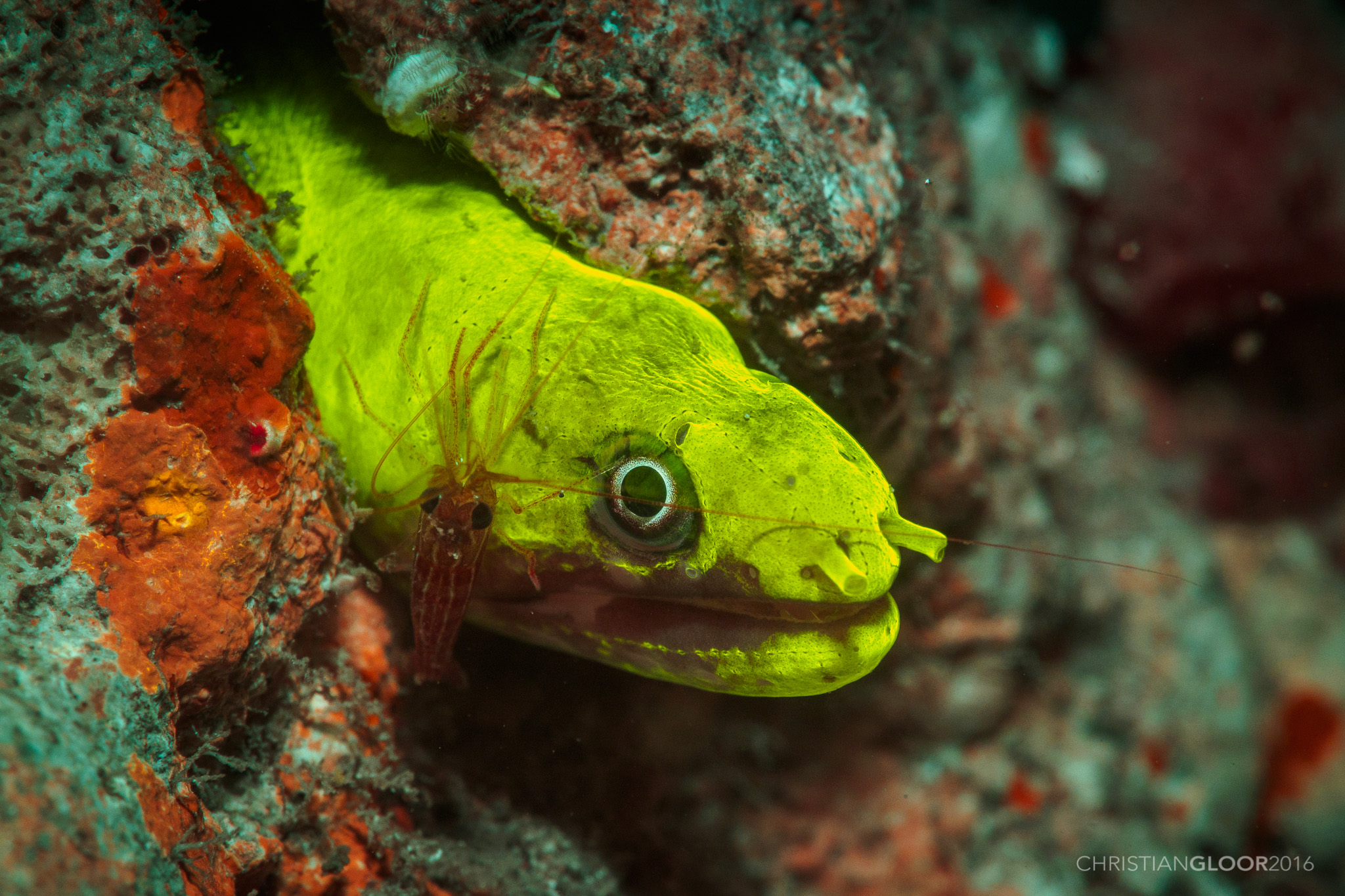
Kaupichthys brachychirus  zählt zu den „ falschen Moränen“
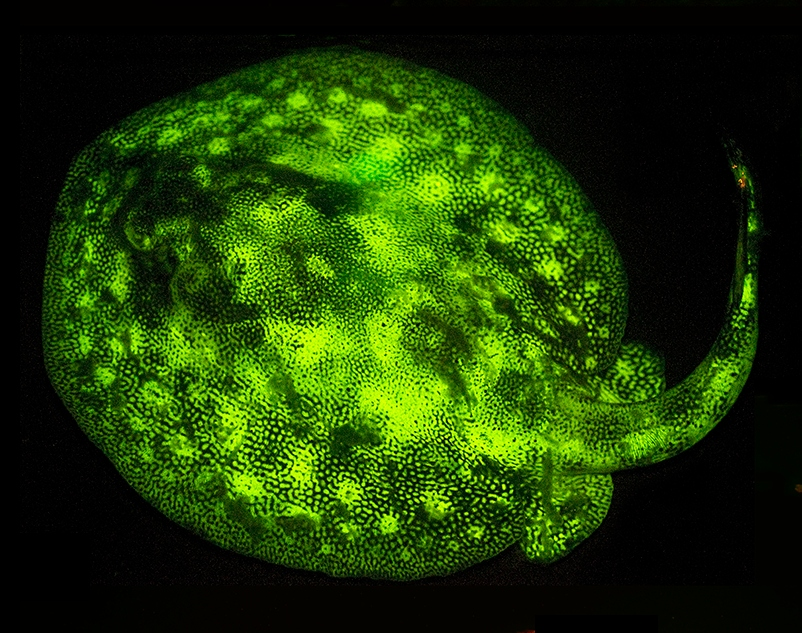
Jamaika-Stechrochen
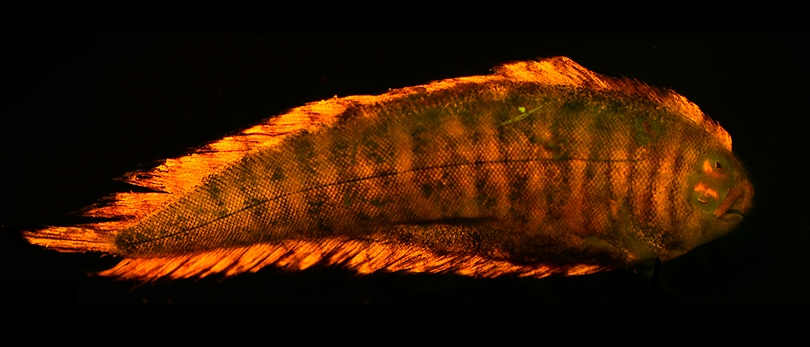
Soleichthys heterorhinos
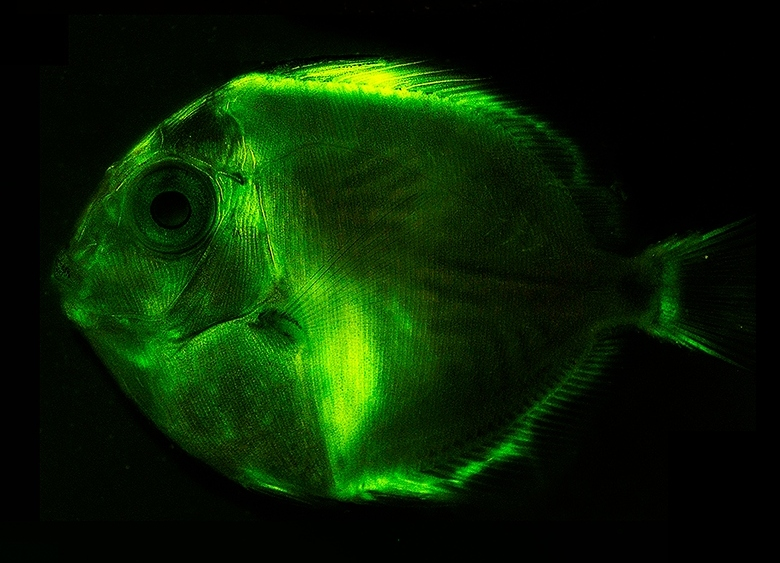
Blauer Doktorfisch
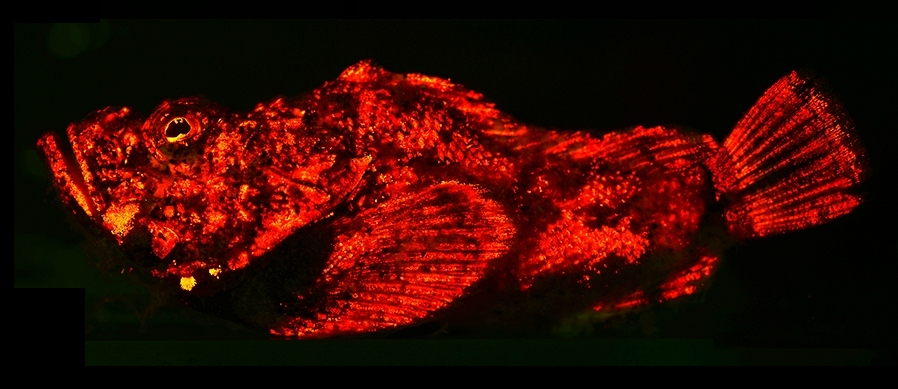
Buckel-Drachenkopf
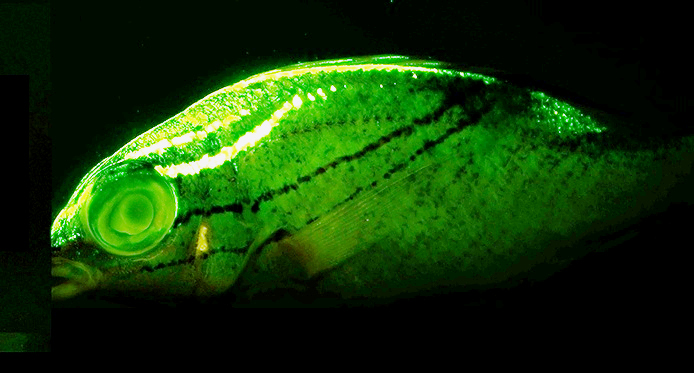
Scheinschnapper Scolopsis bilineata
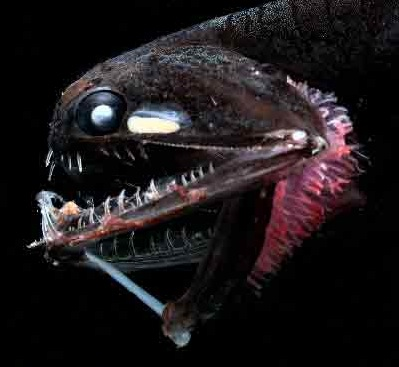
Leuchtorgane des Tiefseefisches Photostomias guernei

#### Sonstige aquatisch lebende Tiere
Besonders verbreitet ist die Biolumineszenz unter Meeresbewohnern, vor allem in der Tiefsee (bis zu 90 Prozent der Tiefseeorganismen), aber auch in Küstengewässern (etwa fünf Prozent). Verschiedene Kopffüßer wie der Vampirtintenfisch (Vampyroteuthis infernalis), die Wunderlampen (Lycoteuthis) und andere Kalmare (Teuthida), Leuchtgarnelen (Krill, Euphausiacea), Leuchtquallen (Leuchtqualle Pelagia noctiluca, Aequorea victoria, Kronenqualle Periphylla periphylla), Vielborster (Polychaeten) wie Eusyllis blomstrandi im Helgoländer Felswatt (Helgoland), der im Sand verborgen lebende Chaetopterus variopedatus und der freischwimmende Tomopteris helgolandica, Korallen wie Renilla reniformis und verschiedene Tiefseefische.
Unter den Nacktkiemern (Nudibranchia), meereslebenden Nacktschnecken, gibt es ebenfalls mehrere biolumineszente Arten, wie z. B. Plocamopherus imperialis und Phylliroe bucephalum.

### Insekten
Insekten mit Biolumineszenz sind zum Beispiel Leuchtkäfer (Glühwürmchen; Lampyridae) und Leuchtschnellkäfer (Gattungen Cucujo und Pyrophorus). Es gibt auch leuchtende Collembolen (Springschwänze).

### Pilze

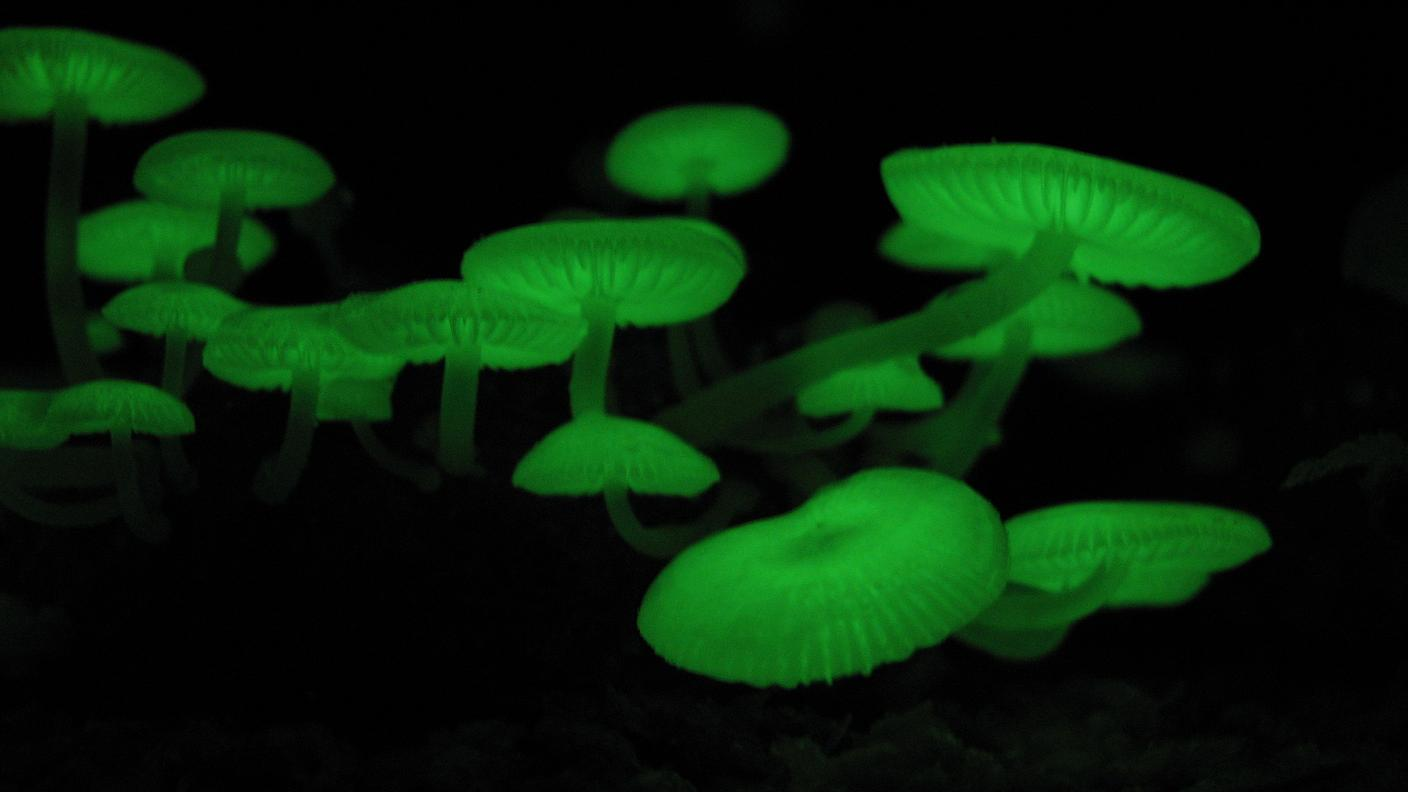
Mycena chlorophos im botanischen Garten von Hachijojima

Von über 100.000 untersuchten Pilzarten sind nur 71 biolumineszent. Dazu zählen der Honiggelbe Hallimasch (Armillaria mellea), der Leuchtende Ölbaumpilz (Omphalotus olearius) und einige Arten der Gattungen Zwergknäuelinge (Panellus, z. B. Panellus stipticus), Seitlinge (Pleurotus, z. B. Pleurotus japonicus) und Helmlinge (Mycena, z. B. Mycena citricolor, Mycena lux-coeli).
Die Biolumineszenz entwickelte sich in vier Abstammungslinien. Es konnte gezeigt werden, dass die Biolumineszenzerscheinungen bei allen vier Abstammungslinien auf den gleichen Grundlagen beruhen.

### Einzeller

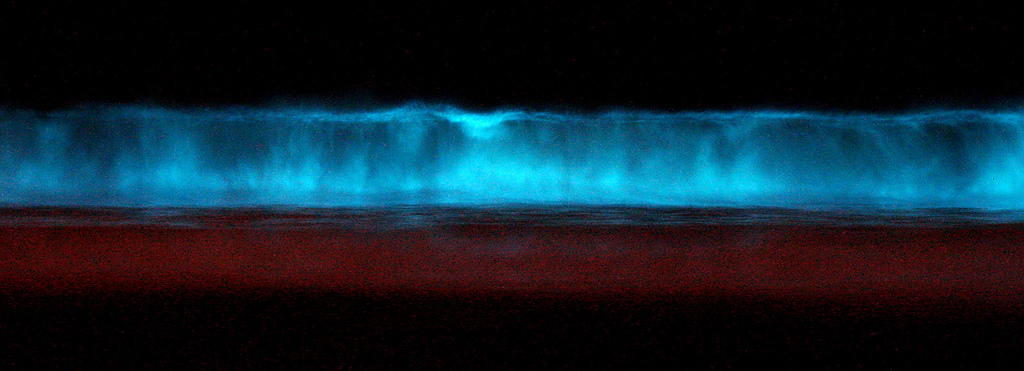
Biolumineszenz von Dinoflagellaten, durch das Brechen der Wellen hervorgerufen

Das so genannte Meeresleuchten wird durch Plankton hervorgerufen, zum Beispiel von einzelligen Dinoflagellaten (Noctiluca scintillans), die auf Strömungsveränderungen mit der Aussendung von Licht reagieren. Meeresleuchten lässt sich an zahlreichen Küsten beobachten.

### Bakterien
Es gibt einige im Meerwasser freilebende Leuchtbakterien, die auch auf Lebensmitteln wie Fisch, Fleisch und Eiern zu finden sind. Hierzu gehören zum Beispiel Aliivibrio fischeri und Photobakterien. Aliivibrio fischeri vermehrt sich auf toten Salzwasserfischen und lässt sich leicht beobachten, wenn man einen toten, frischen Salzhering einige Zeit kühl aufbewahrt, der dann im Dunklen stellenweise leuchtet.
Außerdem gibt es symbiotisch lebende Leuchtbakterien, die in besonderen Organen von Meerestieren vorkommen; vor allem Angler- und Laternenfische leben in Symbiose mit Leuchtbakterien.

## Erzeugung

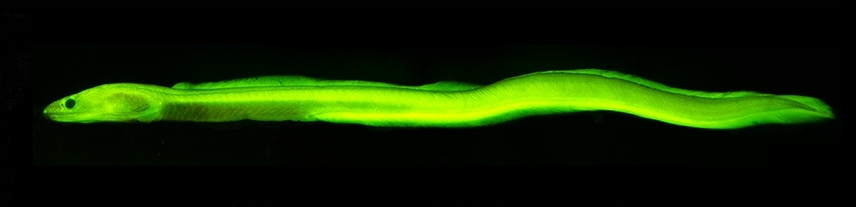
Die „Falsche Moräne“ Kaupichthys brachychirus

Es werden zwei Formen der Biolumineszenz unterschieden: das primäre und das sekundäre Leuchten. Als primäres Leuchten wird es bezeichnet, wenn der Organismus die Lumineszenz selbst erzeugt. Als sekundäres Leuchten hingegen wird bezeichnet, wenn ein Organismus eine Symbiose mit anderen Lebewesen eingeht (etwa mit Leuchtbakterien), welche die Möglichkeit zum primären Leuchten besitzen.

### Symbiosen
Es kommen häufig Symbiosen von Tieren mit Leuchtbakterien vor. Dabei werden die Bakterien von ihren Wirten mit Nahrung und Sauerstoff versorgt und leben oft in speziellen Hauttaschen oder Körperpartien. Ein Beispiel sind die Tiefseeanglerfische.

### Luciferin / Luciferase
Eine häufig zur Biolumineszenz genutzte chemische Reaktion ist die exergone Oxidation von Luciferinen wie D-Luciferin mit molekularem Sauerstoff (O2), katalysiert durch Enzyme der Luciferasen. Dabei entstehen Dioxetane bzw. Dioxetanone, die unter Abgabe von Kohlenstoffdioxid zerfallen und die gespeicherte Energie in Form von Licht freisetzen.
Sowohl die Luciferine als auch die Luciferasen sind art- oder gruppenspezifisch, also für jede Organismengruppe kennzeichnend. Dabei sind die Luciferasen offensichtlich im Laufe der Evolution aus anderen Enzymen, den Oxygenasen, hervorgegangen. Bei der Veränderung, meistens der Abspaltung von Teilgruppen an dem Luciferin, entsteht Energie, die als Lichtquant abgegeben wird.

### Aequorin / Coelenterazin / Coelenteramid

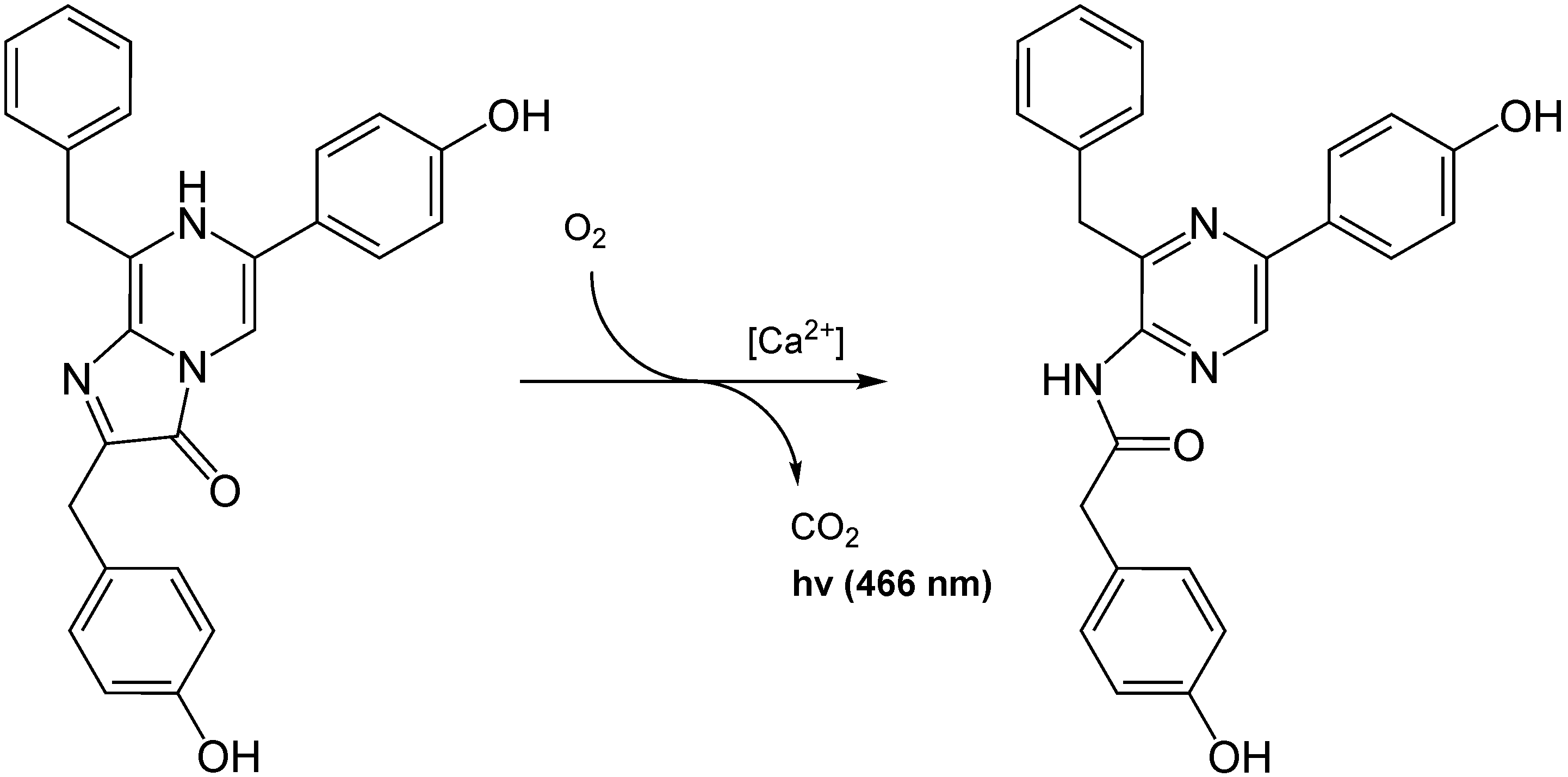
Aequorin katalysiert die Oxidation von Coelenterazin (links) zu Coelenteramid; beim Zerfall einer energiereichen Zwischenstufe entsteht Licht.

Eine andere Art der Lichterzeugung, nämlich durch Photoproteine, verwendet die Qualle Aequorea victoria. Dieser Coelenterat (Hohltier) verwendet Aequorin, ein Ca2+-abhängiges primäres Photoprotein. Da es im Laufe der Reaktion nicht wie andere Luciferine chemisch umgewandelt wird, sondern nach der Emission des Lichts in seinen Ausgangszustand zurückgelangt, ist es unbegrenzt wiederverwertbar. Das blau-grüne Leuchten dieser Quallen entsteht durch die Kombination von Aequorin mit dem grün fluoreszierenden Protein (GFP), welches heutzutage zudem als integraler Bestandteil (zell-)biologischer Forschung zum Einsatz kommt.

### Foxfire-Biolumineszenz
Pilze nutzen die Foxfire-Biolumineszenz, wobei das Enzym Superoxiddismutase (SOD) zur Erzeugung von Biolumineszenz führt.

## Anwendung

Die Seenadel leuchtet durch Alizarin zum Teil rot

Bereits im Mittelalter wurde in Form von Bakterienlampen die Biolumineszenz genutzt. Auch gab es Anleitungen, Buchstaben zu malen, die nachts leuchten und am Tag unsichtbar sind.
Biolumineszenz ist nicht nur für die Grundlagenforschung von Interesse. Seit einiger Zeit werden verschiedene technische Anwendungen von Biolumineszenz routinemäßig eingesetzt. So wird Biolumineszenz etwa als risikoarme Markierungsmethode in der Molekularbiologie angewendet, die zusammen mit Fluoreszenz-Markierungen die Methode der radioaktiven Markierung weitgehend ersetzt hat. Auch als Nachweismethode in der Ökotoxikologie wird Biolumineszenz zum Nachweis und der Quantifizierung von Toxinen verwendet. Die Verwendung von Dinoflagellaten in der Strömungsforschung zum Nachweis von Turbulenzen wird diskutiert. Einige Forscher kündigen bereits selbstleuchtende Monitore auf Basis von Biolumineszenz an.
1999 berichteten britische Zeitungen – und anschließend Medien in anderen Ländern – über angebliche Arbeiten an selbst leuchtenden Weihnachtsbäumen. Diese hat es allerdings nie  gegeben.
In jüngster Vergangenheit ist es den Bio-Ingenieuren des US-amerikanischen Unternehmens BioGlow gelungen, mit Hilfe von Genmanipulation und biolumineszierenden Enzymen eine autolumineszente Pflanze zu züchten. Ziel der Entwicklung war es, eine saubere, nachhaltige und bezahlbare pflanzliche Alternative für Lichtquellen zu generieren. Erzielt wird diese neue Eigenschaft der Pflanze dadurch, dass in das Chloroplastengenom der Ziertabak-Art Nicotiana alata marine Bakterien integriert wurden. Diese produzieren im Rahmen ihres induzierten Stoffwechsels auf natürlichem Weg Licht. 2020 gelang es Wissenschaftlern, Pflanzen mittels Geneditierung eigenständig und permanent heller leuchten zu lassen als bisher. Sie fügten dazu Gene eines biolumineszenten Pilzes zur Produktion von Luciferin in das Pflanzengenom ein.

## Verwendung in der Natur
Biolumineszenz hat mehrere Funktionen bei verschiedenen Taxa. Steven Haddock et al. (2010) nennen folgende Funktionen, die bei Meeresorganismen mehr oder weniger sicher sind: Schutzfunktionen der Abschreckung, Gegenlicht (Tarnung), Irreführung (Nebelwand), abschreckende Körperteile, Sicherheitssignalisierung (die es erleichtert, höhere Raubtiere zu beobachten) und Warnungen zur Abschreckung von Siedlern; offensive Funktionen des Lockvogels, Betäubung oder Verwirrung der Beute, Beleuchtung der Beute und Anziehung / Wiedererkennung des Partners. Es ist für Forscher viel einfacher zu entdecken, dass eine Art in der Lage ist, Licht zu erzeugen, als chemische Mechanismen zu analysieren oder zu beweisen, welche Funktion das Licht erfüllt. In einigen Fällen ist die Funktion unbekannt, wie bei Arten von drei Familien von Regenwürmern (Oligochaeta), wie Diplocardia longa, wo die Coelome-Flüssigkeit leuchtet, wenn das Tier sich bewegt. Die folgenden Funktionen sind bei den genannten Organismen recht gut entwickelt.
Biolumineszenz wird auf verschiedene Weise und zu verschiedenen Zwecken verwendet. Der gestielte Tintenfisch Stauroteuthis syrtensis nutzt die Biolumineszenz, die von seinen saugnapfartigen Strukturen ausgeht. Es wird angenommen, dass diese Strukturen von dem entstanden sind, was weithin als Saugnäpfe eines Tintenfischs bekannt ist. Sie haben nicht die gleiche Funktion wie normale Saugnäpfe, weil sie aufgrund der Evolution von Photophoren nicht mehr in der Lage sind, zu manipulieren oder zu greifen.
Die Schutzmechanismen biolumineszierender Organismen können verschiedene Formen annehmen; Abschreckung von Beute, Gegenlicht, Rauchschleier oder Ablenkung, abschreckende Körperteile, Sicherheitssignalisierung, Opfermarkierung oder Warnfarben. Die Garnelenfamilie Oplophoridae Dana nutzt ihre Biolumineszenz als Mittel zur Abschreckung ihrer Verfolger.